# Miroslav Štěpán
Miroslav Štěpán (ur. 5 sierpnia 1945 w Lounach, zm. 23 marca 2014 w Pradze) – czechosłowacki polityk wywodzący się z Komunistycznej Partii Czechosłowacji. Członek Komitetu Centralnego Komunistycznej Partii Czechosłowacji oraz sekretarz komitetu partyjnego w okręgu praskim. Po zmianach ustrojowych członek Komunistycznej Partii Czech i Moraw. W 1992 roku opuścił ugrupowanie i wraz z grupą działaczy skupionych wokół Jiřía Svobody współtworzył Partię Czechosłowackich Komunistów.
23 marca 2014 po długiej chorobie zmarł na raka w Szpitalu Uniwersyteckim w Pradze.